# Valentina Gunina
Valentina Evgen'evna Gunina (in russo Валентина Евгеньевна Гунина?; Murmansk, 4 febbraio 1989) è una scacchista russa, grande maestro.
Detiene il record di vittorie nel Campionato russo di scacchi femminile, che ha vinto per cinque volte (2011, 2013, 2014, 2021 e 2022).

## Carriera
- 2003 :  vince il campionato mondiale U14 femminile
- 2007 :  vince ad Adalia il campionato del mondo U18 femminile;
- 2011 :  vince a Mosca il campionato russo femminile;
- 2012 :  vince a Gaziantep il campionato europeo femminile; in giugno vince a Batumi il campionato mondiale lampo femminile[1]; gioca in 2ª scacchiera per la Russia nelle olimpiadi femminili di Istanbul, vincendo l'oro di squadra;
- 2013 :  in ottobre vince ancora il campionato russo femminile;
- 2014 :  in luglio vince per la seconda volta il campionato europeo femminile; in agosto gioca alle olimpiadi femminili di Tromsø, vincendo sia l'oro di squadra sia quello individuale in 2ª scacchiera, con 8 punti su 10. Per tale risultato è stata insignita della Medaglia dell'ordine al merito per la Patria di I classe[2]; in dicembre vince per la terza volta, a Kazan', il campionato russo femminile;
- 2015 :  in novembre a Reykjavík vince con la Russia, il Campionato Europeo Femminile 2015 a squadre per nazioni.[3]
- 2016 :  vince a Batumi la terza tappa del Grand Prix FIDE femminile.[4]
- 2016 :  in settembre gioca le Olimpiadi scacchistiche femminili con la squadra della Russia; ha giocato in seconda scacchiera, ottenuto 8 punti e conquistato la medaglia d'oro individuale.
- 2017 :  in febbraio partecipa al Campionato del mondo femminile di scacchi a Tehran. Giunge ai 16mi di finale dove viene sconfitta dalla cinese Ni Shiqun; in giugno a Chanty-Mansijsk vince con la Russia, il Campionato Mondiale Femminile 2017 a squadre per nazioni[5]; in novembre vince a Creta il Campionato Europeo Femminile 2017 a squadre per nazioni[6]
- 2018 :  in aprile a Vysoké Tatry vince il Campionato europeo femminile con 9 punti su 11.[7]
- 2019 :  in febbraio vince a Saint Louis il ricco torneo femminile Cairns Cup, imbattuta e con 7 punti su 9.[8] In novembre a Batumi vince ancora il Campionato Europeo a squadre nazionali.[9]
- 2021 :  in ottobre vince il Campionato russo femminile con 8 su 11, precedendo Evgenija Ovod e Polina Šuvalova.[10] In dicembre giunge 3ª nel Mondiale Rapid di Varsavia[11], ove ottiene anche un altro bronzo nel Mondiale lampo.[12]
- 2023 :  in dicembre vince a Samarcanda il secondo Mondiale lampo femminile, superando di mezzo punto Aleksandra Kostenjuk [13].

Ha raggiunto il suo massimo punteggio Elo FIDE nel giugno del 2015 con 2548 punti, 6^ al mondo e prima russa.